# Incursão da Eritreia na Etiópia em 1998
A Incursão da Eritreia na Etiópia em maio de 1998 foi desencadeada pelo incidente de Badme. Os eventos levaram à eclosão da Guerra Etíope-Eritreia. Esse ataque foi declarado ilegal pela Comissão Internacional em Haia.

## Invasão
Após uma série de incidentes armados em que vários oficiais eritreus foram mortos perto de Badme,  em 6 de maio de 1998, uma grande força mecanizada eritreia entrou na região de Badme ao longo da fronteira da Eritreia e da região norte da Etiópia, Tigray, resultando em um tiroteio entre os soldados eritreus e a milícia tigrínia e a polícia de segurança que encontraram.
Os combates escalaram rapidamente para trocas disparos de artilharia e de tanques, levando a quatro semanas de combates intensos. As tropas terrestres lutaram em três frentes. Em 5 de junho de 1998, a força aérea da Eritréia atacou uma escola primária em Mekelle, matando 49 alunos e seus pais e vizinhos que vieram ajudar imediatamente. Outras quatro pessoas morreram após chegarem ao hospital. As vítimas variavam entre um bebê de três meses e um homem de 65 anos. A Força Aérea Etíope lançou ataques aéreos ao aeroporto de Asmara como retaliação. Os eritreus também atacaram o aeroporto de Mekele. Esses ataques causaram baixas e mortes de civis em ambos os lados da fronteira.
Houve então uma calmaria quando ambos os lados mobilizaram enormes forças ao longo de sua fronteira comum e cavaram extensas trincheiras. Ambos os países gastaram várias centenas de milhões de dólares em novos equipamentos militares.

## Reação
O Conselho de Ministros da Etiópia exigiu a retirada imediata do exército eritreu do território ocupado. O Gabinete de Ministros da Eritreia, por sua vez, acusou os etíopes de violar a fronteira. O presidente Isaias Afwerki disse que a retirada das tropas dos territórios ocupados "parece moralmente inaceitável e fisicamente impossível".
Ruanda, Estados Unidos e Djibuti fizeram tentativas de trazer as partes à mesa de negociações.
O Conselho de Segurança das Nações Unidas adotou a Resolução 1177 condenando o uso da força e saudou as declarações de ambos os lados para encerrar os ataques aéreos.

## Resultados
Como resultado da campanha, três frentes foram formadas: a ocidental - a seção de Badme, a área entre os rios Mereb e Setit, a central - Cherona - Zalambesa - distrito de Alitena, a leste - o distrito de Bure.
A guerra durou até 2000. Ao final do conflito, as partes concordaram em resolver todas as suas disputas por meio de arbitragem internacional.

## Avaliação da arbitragem
Em 2005, a Comissão de Reivindicações – criada como parte do acordo de paz – declarou que resolver tais disputas pelo uso da força não poderia ser considerado legítima defesa. Uma vez que não houve ataque armado contra a Eritreia, seu ataque à Etiópia não pode ser justificado como legítima defesa sob a carta das Nações Unidas. A Eritreia é, então, responsável por compensar a Etiópia pelos danos causados. As tensões na fronteira aumentaram nos meses seguintes com os dois países enviando mais tropas para lá.